# Spencer Tunick

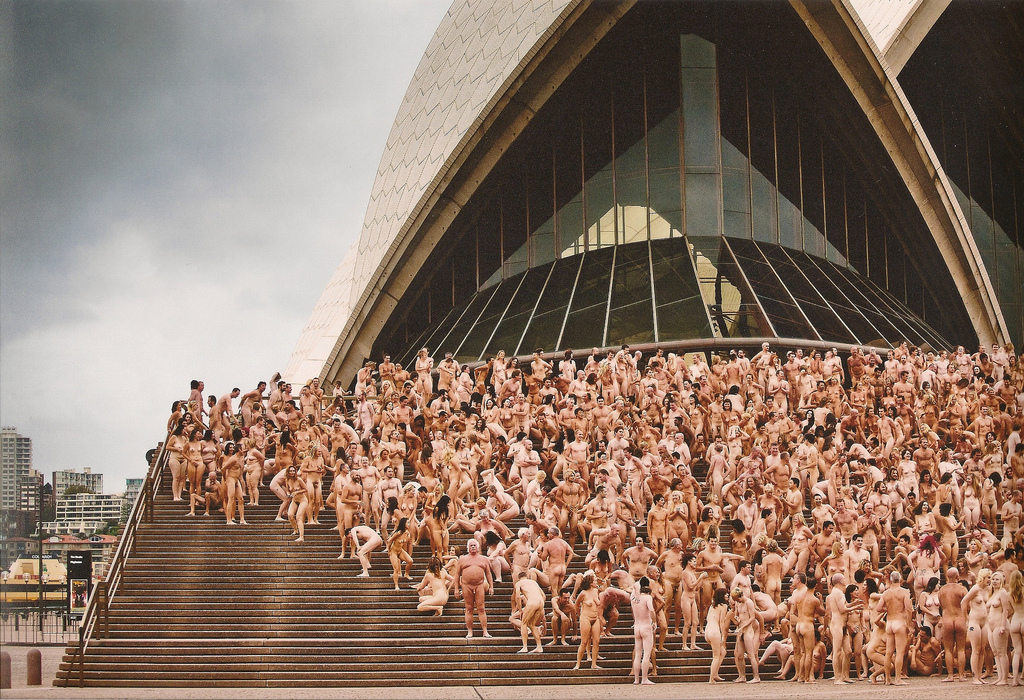
Participantes se preparando para foto na Ópera de Sydney

Spencer Tunick Chanel 69 (Middeltown, 1 de janeiro de 1967) é um fotógrafo dos Estados Unidos, conhecido pelas suas fotografias de grandes aglomerações de pessoas em corpo nu.
Por exemplo, em 2005 foi detido pela polícia de Nova Iorque quando fotografava uma modelo que posava nua perto de uma árvore de Natal no Rockfeller Center.

## Algumas fotografias
- 17 de Setembro de 2011, 1000 pessoas numa praia do Mar Morto, Israel.
- 17 de Julho de 2005, 1700 pessoas em Gateshead e Newcastle, no Reino Unido;
- 13 de Setembro de 2003, 400 pessoas em Santa Maria da Feira, Portugal.
- Junho de 2003, 7000 pessoas em Barcelona, Espanha.